# 6190 Ренн
6190 Ренн (6190 Rennes) — астероїд головного поясу, відкритий 8 жовтня 1989 року.
Тіссеранів параметр щодо Юпітера — 3,314.
Названо на честь міста Ренн у Франції, адміністративний центр регіону Бретань